# Ейновица
Ейновица — река в России, протекает по Тихвинскому району Ленинградской области.
Исток — небольшое озеро восточнее бывшей деревни Петрова Гора. Течёт на юго-запад и впадает в Пить с левого берега, в 5 км от устья последней, севернее Шугозера Длина реки составляет 13 км.

## Данные водного реестра
По данным государственного водного реестра России относится к Балтийскому бассейновому округу, водохозяйственный участок реки — Свирь, речной подбассейн реки — Свирь (включая реки бассейна Онежского озера). Относится к речному бассейну реки Нева (включая бассейны рек Онежского и Ладожского озера).
Код объекта в государственном водном реестре — 01040100812102000013420.